# Belle Germaine
La Belle Germaine est un ancien coquillier ponté de la rade de Brest.
Son port d'attache est Le Tinduff.
Son immatriculation est : B 7083, (quartier maritime de Brest).

## Histoire
Construit en 1935 sur le chantier BelBéoc'h  au port du Fret dans la presqu'île de Plougastel-Daoulas. Il sort d'une restauration au chantier Tinduff Marine.
Il participe aux fêtes maritimes locales : Brest 2008, Les Tonnerres de Brest 2012, Brest 2016...

## Caractéristiques techniques
Il est gréé en sloop à tapecul et possède deux mâts.